# ده الهیار
ده الهیار، روستایی از توابع بخش حور، شهرستان فاریاب در استان کرمان ایران است.

## جمعیت
این روستا در دهستان زهمکان قرار دارد و براساس سرشماری مرکز آمار ایران در سال ۱۳۹۵، خالی از سکنه دائم بوده‌است.